# 宝蔵院
宝蔵院（ほうぞういん）とは、寺社にある宝物、仏典、仏像や事務処理上の文書、及び保存性のある食料等を保管する倉庫を指す。転じて寺院の院号として用いられる場合がある。

## 派生例
- 日本の槍術流派のひとつ。宝蔵院流槍術。奈良県奈良市の興福寺の宝蔵院に由来する。
- 宝蔵院 (さぬき市) - 香川県さぬき市長尾東にある極楽寺の院号であり通称。極楽寺 (さぬき市)を参照。
- 宝蔵院（京都府 宇治市）の黄檗宗萬福寺の塔頭のひとつ。